# عصوية ذهبية بايبرية
عصوية ذهبية بايبرية (الاسم العلمي: Chryseobacterium piperi) هي نوع من البكتيريا، سلبية الغرام، تتبع جنس عصوية ذهبية.